# Bandera de Guernsey
La bandera de Guernsey, un archipiélago que se encuentra en las Islas del Canal, en el canal de la Mancha, está formada por la cruz de San Jorge, y sobre esta una cruz paté de oro con los cuatro brazos de la misma longitud. La cruz de oro representa al Duque Guillermo de Normandía, quien la llevaba en su bandera en la batalla de Hastings, según aparece en el tapiz de Bayeux.
La bandera actual fue adoptada oficialmente el 30 de abril de 1985.
La anterior bandera de Guernsey era solamente la cruz de San Jorge. Se le permitió a Guernsey su uso en 1936 para evitar confusión con la Bandera de Inglaterra.

## Otras banderas

Bandera de la marina mercante.
Bandera de los navíos gubernamentales
Estandarte del Gobernador